# プログレスMS-13
プログレスMS-13（ロシア語: Прогресс МC-13、ロシア製造番号443、NASAではプログレス74Pと呼称）は、国際宇宙ステーション（ISS）への再補給のためにロスコスモスが打ち上げるプログレス補給船。これはプログレス宇宙機の165回目の飛行となる。

## 来歴
プログレスMSはプログレスMをもとに航法装置を強化した無人輸送機。この強化されたバリエーションは2015年12月21日に初めて打ち上げられた。このバージョンでは以下の強化が施されている：
- 人工衛星を展開可能な新しい外部コンパートメント。それぞれのコンパートメントは4個までの発射コンテナーを搭載することができる。プログレスMS-03で初めて搭載された。
- ドッキングおよび密閉機構の電気モーターの予備システムの追加による強化された冗長性
- 貨物コンパートメントへのパネル追加による微小隕石防護力の増強
- ロシアのルーチ中継衛星とのリンク機能によって、地上局の視野外でもテレメトリーと制御が可能に
- 地上局による軌道決定の必要なしに状況ベクトルおよび軌道パラメーターの決定を可能にするGNSS自律航法
- 宇宙ステーションとの直接無線データ交換機能によるリアルタイムの相対ナヴィゲーション
- ドッキング操作のための強化されたTV視野を可能にする新しいディジタル無線システム
- 統合コマンド・テレメトリー・システム（UCTS）によるウクライナ製のChezara Kvant-V無線システムおよびアンテナ・フィーダー・システムの置き換え
- クルスAからクルスNAディジタル・システムへの置き換え

## Pre-launch
2014年、当初打ち上げは2018年10月16日に予定されていたが、2019年12月20日に計画変更された。この計画は2019年9月まで計画が進行した時点で2019年12月6日に前倒しされた。

## 打ち上げ
プログレスMS-13は2019年12月6日09時34分11秒 UTCにバイコヌール宇宙基地31/6番射点から打ち上げられた。

## ドッキング
スペースX CRS-19と同時にドッキングすることを避けるために、プログレスMS-13はプログレスMS-12で使用した3時間迅速軌道ではなく、低速の3日間ランデブー軌道を辿った。プログレスMS-13はピアース・モジュールに2019年12月9日10時38分 UTCにドッキングした。

## 貨物
プログレスMS-13宇宙機は、1350kgの与圧貨物と1130kgの非与圧貨物からなる480kgの貨物を搭載していた。以下はISSへの貨物の内訳である：
- 搭載システムのハードウェア： 502 kg
- 医療資材： 29 kg
- 個人保護具： 66 kg
- サニタリー・衛生用品： 271 kg
- 修理・整備用機器： 9 kg
- 食料： 271 kg
- 乗組員サポート手段： 25 kg
- その他のペイロード： 102 kg
- NASAの貨物： 87 kg

## ミッション
2020年7月3日15時53分 UTC、プログレスMS-13はデブリとの衝突を回避するために国際宇宙ステーションの軌道を1km上げるためにエンジンに点火した（COLA燃焼）。これは2015年以来初めての国際宇宙ステーションのCOLA燃焼だった。デブリ物体27923（1987-079AG）は南大西洋上空で2020年7月3日18時28分 UTCにステーションの1km以内を通過すると予測されていた。この物体は1987年9月に3機のGLONASS衛星を軌道に載せたプロトン発射機のエンジンが1996年に破損してカタログに記載された42個のうちの1つだった。

## ドッキング解除と投棄
ロスコスモスによれば、プログレスMS-13は2020年7月8日に国際宇宙ステーションからドッキング解除した。ロシアのミッション・コントロールは2020年7月8日21時31分 UTCにプログレスMS-13の推進システムに点火させた。この機動の結果、2020年7月8日22時05分 UTCに南太平洋エリアの上空で再突入した。8分後に、残った宇宙機のデブリはニュージーランドの東およそ1800kmの海面に落下するもの予想されていた。
プログレスMS-13が出発したことで、ピアース・モジュールのドッキング・ポートが自由になり、2020年7月23日にバイコヌール宇宙基地から打ち上げられた貨物船プログレスMS-15が到着した。